# Mikena
Mikena je arheološki lokalitet na sjeveroistoku Peloponeza u Grčkoj. U 2. tisućljeću pr. Kr. Mikena je postala jednim od glavnih središta Egejske kulture. Zbog njezine važnosti cijeli se razdoblje grčke povijesti od 1600. pr. Kr. do 1100. pr. Kr. naziva mikenskim razdobljem.

## Iskopine
Heinrich Schliemann 1876. godine otkrio je bogato opremljen krug grobova pored Lavljih vrata (slika desno) u Mikeni što je potvrdilo Homerov opis grada "bogatog zlatom". Drugi krug grobova iskopao je grčki arheološki servis izvan zidova tvrđave 1951. godine. Oba kruga datiraju iz 16. stoljeća pr. Kr. i otkrivaju zapanjujuće bogatstvo. Osim u Mikeni, nađeni su u Tirintu, blizu Arga u Argolidi, Monidi i Thorikosu u Atici, Orhomenu u Beociji, Volu u Tesaliji, Vafiju u Lakoniji, Kakovatosu u Elidi, te na Kreti, u blizini Knossosa (tolos iz Opate, s kvadratnom prostorijom). Tolose nalazimo i u etrurskoj kulturi (Voltera i Orvioto), u prapovijesnoj kulturi Sardinije (nuraghi) i u drugim prapovijesnim kulturama.
U klasično i predhelenističko vrijeme u Grčkoj tolos je bio u funkciji hrama, ili herona i javlja se vrlo rijetko: u Delfima, Epidauru, Olimpiji i Samotraki, a javlja se i u rimskoj arhitekturi (hram Rome i Auguste u Ateni, Vestin hram i Panteon u Rimu).
U 14. st. pr. Kr. Mikena je dostigla vrhunac svog blagostanja i sjaja, te su u to vrijeme sagrađene najveće kraljevske grobnice – tolosi, kao što je tzv. Atrejeva riznica (Atrej je bio legendarni mikenski kralj i Agamemnonov otac). Ona spada među najljepše i najdojmljivije arhitektonske spomenike te vrste i tog vremena i to na području i kontinentalne i otočne Grčke. Takve kružno nadsvođene odaje od kamena, obično do pola ukopane u zemlju, s dugim prilaznim hodnikom (dromos), počinju od 1450. pr. Kr. zamjenjivati raniji tip kraljevskih grobnica u Mikeni i drugim mjestima u kontinentalnoj Grčkoj.
Stariji krug B sadrži 26 grobova u obliku rova,najstariji su siromašno opremljeni, ali bogatstvo grobnih predmeta povećava se tijekom razdoblja korištenja. Krug A je osigurao mjesto za šest masivnih grobova u obliku rova i ukupno je sadržavao 19 ukopa. Dva kasnija groba iz kruga B i svi grobovi kruga A najznačajniji su po masivnim izrezbarenim nadgrobnim pločama.
Najizražajnija odlika grobova iz kruga A je veće bogatstvo pohranjenih grobnih darova od onih u grobovima kruga B, što ukazuje da je u njima bila sahranjena kraljevska obitelj. Grobovi muškaraca bili su opremljeni bogatim svečanim oružjem uključujući i niz bodeža ukrašenih prizorima krajolika i lova. Žene su ukrašavane bogatim zlatnim nakitom poput dijadema, koluta sašivenih na mrtvački pokrov i brončanih broševa s gornjim dijelovima od dijamanata i kristala. Nekoliko ogrlica od jantara uvezenih iz Sjeverne Europe,ukazuju na razvijenu trgovačku razmjenu na velikim udaljenostima u to vrijeme. Svi grobovi opskrbljeni su keramičkim posudama, ali najbogatiji grob imao je vaze prekrivene zlatom i srebrom, uključujući i posude za zdravice u čast bogova koje su korištene prilikom pogrebnih svečanosti.
Možda su najznačajniji pronalasci maske za lice prekrivene zlatom pronađene u krugu A. Pronađeno je ukupno 5 maski koje stilizirano prikazuju lica pokojnika. Osnovni model posmrtne maske pronađen je u jednom od kasnijih grobova kruga B.

## Poveznice
- Lavlja vrata
- Atrejeva riznica
- Megaron
- Kiklopsko zidanje

## Vanjske poveznice
|  | Zajednički poslužitelj ima još gradiva o temi Mikena |